# فرد بلدسو
فرد بلدسو (بالإنجليزية: Fred Bledsoe)‏ هو لاعب كرة قدم أمريكية أمريكي، ولد في 7 أبريل 1986 في ليتل روك في الولايات المتحدة.

## وصلات خارجية
- فرد بلدسو على موقع JustSportsStats.com (الإنجليزية)